# Photodiode PIN

Structure d'une jonction PIN

Symbole d'une photodiode PIN

La photodiode PIN est un composant semi-conducteur de l’optoélectronique. Elle est utilisée comme photodétecteur dans de nombreuses applications industrielles. Sa particularité vient de sa jonction composée d’une zone intrinsèque intercalée entre une région fortement dopée P et une autre fortement dopée N.

## Historique
Le premier détecteur de lumière fut le tube photoélectrique conçu en 1913 par Elster et Geiter, à la suite des études du phénomène photoélectrique menées par Albert Einstein en 1905. Le premier tube photomultiplicateur, inventé dans le laboratoire RCA, a pu être commercialisé à partir de 1936.
C’est en 1940 que Ohl découvre la jonction PN. Il remarqua qu'en associant des cristaux de silicium dont les quantités d’impuretés sont différentes, il obtenait une jonction de type diode. La théorie de cette jonction fut élaborée par W. Shockley en 1949, ce qui a ensuite incité la recherche sur les autres types de liaisons de semi-conducteurs.
Ces études ont permis au Japonais Jun'ichi Nishizawa d’inventer la diode PIN dès 1950. Elle était alors utilisée comme redresseur de puissance. Nishizawa continua ses recherches et améliora la photodiode PIN. Il inventa également la photodiode à avalanche en 1952.
La fin des années 1950 a vu un intérêt grandissant pour l’utilisation des diodes en mode photovoltaïque ainsi que l’amélioration des capacités photoabsorbantes des capteurs optiques. Ces recherches ont pu voir le jour, notamment grâce aux propriétés particulièrement intéressantes des photodiodes PIN. Enfin, les premières photodiodes PIN en germanium, permettant de détecter les infrarouges, furent créées par Riesz en 1962.

## Principe
Lorsqu’un photon, d’énergie suffisante, pénètre dans la zone de charge d’espace (ZCE) d’une jonction PN, il génère, du fait de son absorption, une paire électron/trou. Cette dernière est alors dissociée sous l’action du champ E et chacun de ces photoporteurs est propulsé vers la région dans laquelle il sera majoritaire. Le déplacement de ces porteurs est à l’origine du photocourant.
Cependant, afin d’obtenir un bon courant, il est important de limiter le nombre de recombinaisons de paires électron/trou (sources de bruit) avec ces photoporteurs. Aussi, il est nécessaire que les photons soient absorbés dans une zone dénuée de porteurs de charges mobiles, la ZCE.
Si une région est plus dopée qu’une autre, la ZCE se forme principalement sur celle la moins dopée.  Or, un semi-conducteur intrinsèque a la propriété, par définition, de ne pas être dopé. Aussi, face aux régions de type P et de type N qui sont très fortement dopées, la ZCE va s’étendre essentiellement sur la partie intrinsèque. L’intérêt de la photodiode PIN est donc d’augmenter artificiellement la taille de la ZCE. Ainsi, la majorité des photons y est absorbée. De plus, cette région intrinsèque étant pure (99.99% pour le silicium), la vitesse des porteurs y est significativement augmentée. En effet, ces derniers n’y subissent que très peu de collisions du fait de cette absence d’impureté.
Enfin, afin qu’un maximum de photons atteignent la ZCE, la zone traversée par le flux (P dans la figure ci-contre) doit être de faible épaisseur.
Ainsi une photodiode PIN a un meilleur rendement qu’une photodiode usuelle.
Le rendement  correspond au nombre de paires électrons/trous générées, par photon absorbé, participant au photocourant.
Il s’exprime :  {\displaystyle \eta ={\frac {1240.S}{\lambda }}}

Dans cette expression :
- {\displaystyle \eta } est le rendement

- S est la sensibilité spectrale de la photodiode en ampères par watt (A/W)

- {\displaystyle \lambda } est la longueur d'onde en nanomètres (nm)

| Types de jonction | Rendement moyen au maximum de la sensibilité spectrale |
| ----------------- | ------------------------------------------------------ |
| PN                | 0,6 à 0,65                                             |
| PIN               | 0,7 à 0,75 voire 0,85 pour les plus performantes       |

## Schéma électrique équivalent

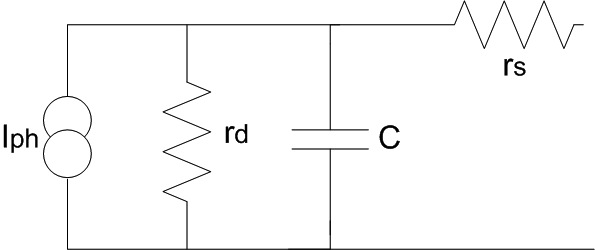
Schéma électrique équivalent de la photodiode PIN

Ci-contre, le schéma électrique équivalent de la photodiode PIN, utilisé lors de l’analyse du circuit électrique dans lequel elle a été intégrée.
- rd est la résistance dynamique de la jonction ≈ 1010 ohms

- rs est la résistance associée aux contacts ohmiques, de quelques dizaines d’ohms

- C est la capacité de la jonction

- Iph est le photocourant

## Limitations en fréquence
La montée en fréquence de la photodiode PIN dépend de la largeur de sa ZCE et donc de sa couche intrinsèque. Or, la dimension de cette région influe sur la valeur de la capacité C ainsi que sur le temps de transit des photoporteurs. De plus, ces deux derniers jouent un rôle majeur sur la montée en fréquence de cette photodiode. Aussi, deux types de limitations en fréquence sont observables.
- Limitation à la montée en fréquence, associée à la constante de temps τ=RC de la photodiode PIN

Lorsque la taille de la ZCE augmente, la capacité C de la photodiode diminue. Aussi, sa bande passante augmente.
Fréquence de coupure associée :{\displaystyle fc={\frac {1}{2\Pi RC}}}
avec R la résistance de charge utilisée pour mesurer le photocourant.
- Limitation à la montée en fréquence, associée au temps de transit T des photoporteurs dans la ZCE.

Plus la largeur W de la ZCE augmente, plus le temps de transit des photoporteurs croit et plus la bande passante qui lui est associée diminue.
Fréquence de coupure associée : {\displaystyle ft={\frac {3.5v}{2\Pi W}}}
avec {\displaystyle {\frac {1}{v^{4}}}=0.5*{\frac {1}{ve^{4}}}+{\frac {1}{vt^{4}}}}
ve est la vitesse de saturation des électrons et vt la vitesse de saturation des trous.
- Réponse en fréquence de la photodiode PIN

Fréquence de coupure fc 3 dB de la photodiode : {\displaystyle {\frac {1}{fc(3dB)}}={\frac {1}{fc}}+{\frac {1}{ft}}}
Afin d’obtenir un bon rendement avec une bande passante pas trop limitée, il est donc nécessaire de faire un compromis sur la largeur de la ZCE. Aussi, en fonction de la géométrie utilisée, le temps de transit d’une photodiode PIN peut aller de quelques centaines de nanosecondes à moins d’une demi-nanoseconde.

## Fabrication

### Matériaux
La photodiode PIN peut être composée de différents matériaux suivant les applications souhaitées. Pour celles dans le visible, le silicium est principalement utilisé pour son faible coût de production. En abondance à la surface de la Terre, le quartz, sous forme de roche, est purifié puis cristallisé sous forme de barreau. Le silicium ainsi obtenu sert de base à la fabrication des semi-conducteurs. Pour des applications dans l’infrarouge, du fait de sa sensibilité plus élevée dans les grandes longueurs d’onde, c’est le germanium qui compose la photodiode PIN. Il existe aussi des photodiodes PIN en arséniure de gallium.

### Dopage
Voir la page Dopage
Pour pouvoir être utilisée, il est nécessaire que les différentes parties semi-conductrices de la photodiode PIN soient dopées, en ajoutant un excédent de porteurs : des électrons dans la zone N et des trous dans la zone P.
Ce dopage peut être réalisé par deux méthodes, le  dopage par diffusion et le dopage par implantation ionique. Dans le dopage par diffusion, une plaque de dopant est déposée sur le semi-conducteur. En chauffant, les atomes du dopant pénètrent et se répartissent en surface dans la zone voulue. Le dopage par implantation ionique consiste à appliquer un champ électrique qui va accélérer les particules dopantes qui vont pénétrer en profondeur dans le substrat.
Plusieurs procédés, comme la photolithographie ou la  déposition en phase vapeur (CVD  Chemical Deposition Vaporisation en anglais) servent à fabriquer les différentes couches de semi-conducteur de la photodiode PIN.

## Applications
- Contrôle Infrarouge à distance : cette technologie est utilisée pour les souris infrarouge et pour le contrôle à distance des lumières domestiques.

- Photométrie stellaire : la photodiode PIN est bien adaptée à la photométrie  photoélectrique, instrument qui sert à mesurer l’énergie rayonnée par les étoiles.

- Photodétecteur : elle est utilisée dans la détection de lumière, comme pour le déclenchement automatique d’éclairage. La photodiode PIN joue alors le rôle d’un commutateur pour rallumer les lumières.

- Détecteur de fumée : certains détecteurs optiques de fumée utilisent le principe de dispersion de la lumière. Un émetteur lumineux et une photodiode PIN sont placés dans une chambre de mesure de sorte qu'aucune lumière ne peut atteindre la photodiode. La dispersion de la lumière ne se produit que si des particules de fumée entrent dans cette chambre. Le faisceau lumineux est reflété par les particules de fumée et est enregistré par la photodiode PIN. Le circuit électronique d'analyse génère une alarme si les niveaux enregistrés dépassent un seuil spécifique.

- Système de transmission par fibre optique : ce système est utilisé pour la transmission haute qualité de signaux TV. La photodiode PIN est utilisée comme récepteur optique afin de détecter le signal, car elle a une bonne sensibilité (0,5 A/W) et son temps de montée est faible (quelques nanosecondes).

- Télémètre laser : cette technologie utilise des photodiodes PIN comme photodétecteurs. Les télémètres lasers qui utilisent la photodiode PIN se retrouvent dans les systèmes de sécurité, que l’on retrouve au sein des automobiles. Parmi les applications destinées à accroître la sécurité au volant, on peut citer le contrôle des distances de sécurité, les systèmes de maintien sur les voies et les systèmes de freinage d’urgence qui se déclenchent dès que d’autres véhicules sont trop près.